# 茶馆

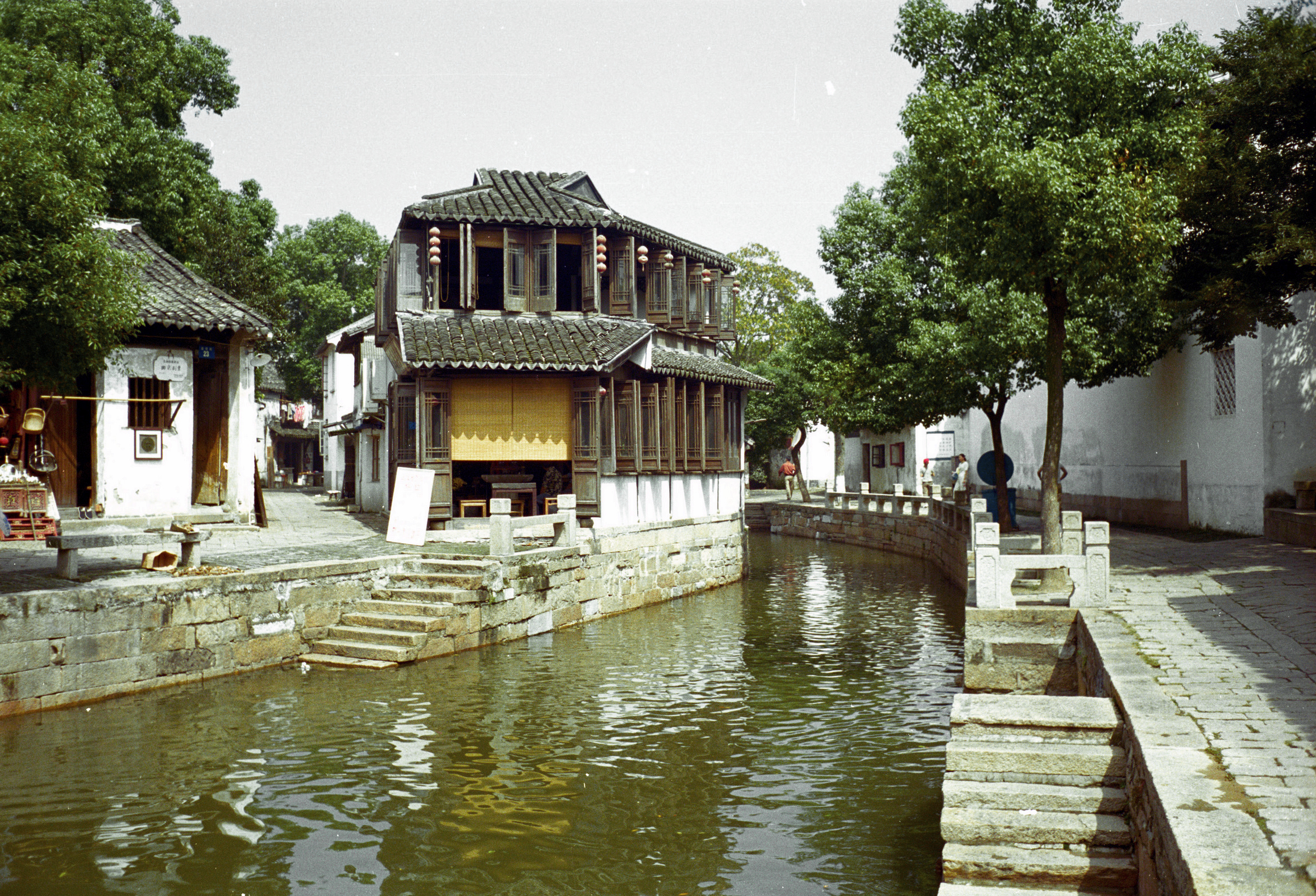
同里镇河滨茶馆

茶館指的是供人泡茶品茗的店鋪。亦稱為茶樓、茶肆。隨著茶文化的傳播，世界各地皆發展出各種不同類型的茶館。

## 傳統茶館

### 東亞

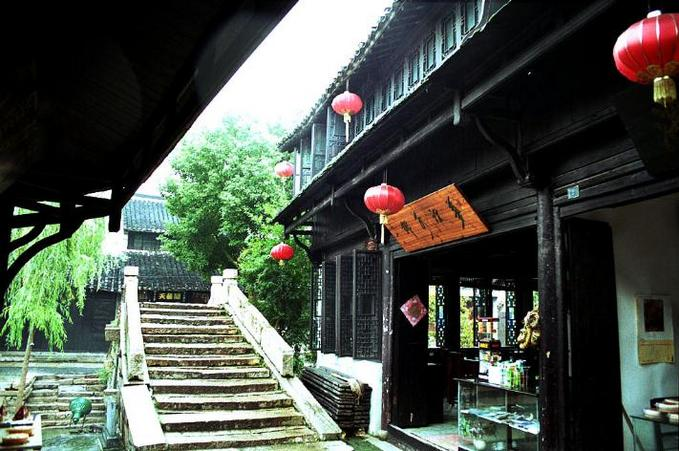
江南茶馆

#### 中式茶館
中國的茶館歷史悠久，最早的茶馆出现在唐朝开元年间（713年 - 741年），称为茗铺。宋代杭州茶馆称为茶肆。明代開始出現「茶館」的稱號。清代茶馆发展成为大众娱乐场所。京师茶馆，有清茶馆、大茶馆、书茶馆、酒茶馆和园林茶馆等几种。广州和香港的粵式茶楼不單是品茶，各式點心才是主角，而且常作為正餐。

#### 日式茶屋
日本賣茶的傳統店舖稱為茶屋。由室町時代開始在東寺門口有賣茶的給信眾，每逢神誕都吸引不少信眾光顧，這是茶屋的雛形。

#### 朝鮮茶屋
朝鮮半島的茶屋除了售賣茶葉沖泡的茶之外，還售賣朝鮮傳統茶。

#### 圖片

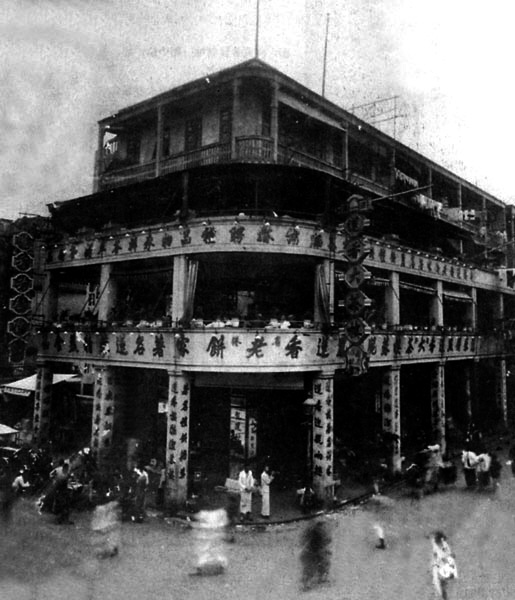
廣州蓮香樓
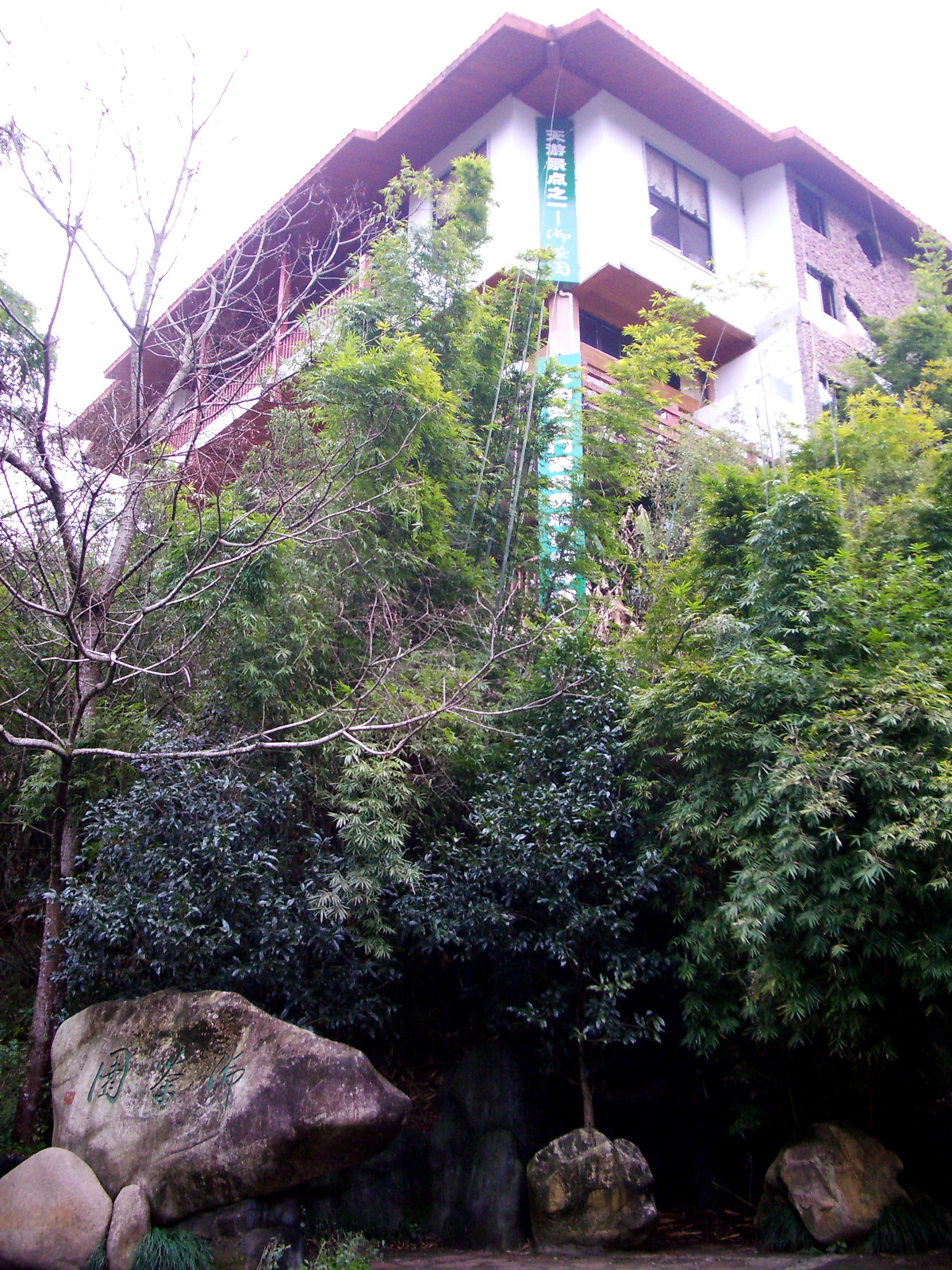
武夷山的一間茶樓
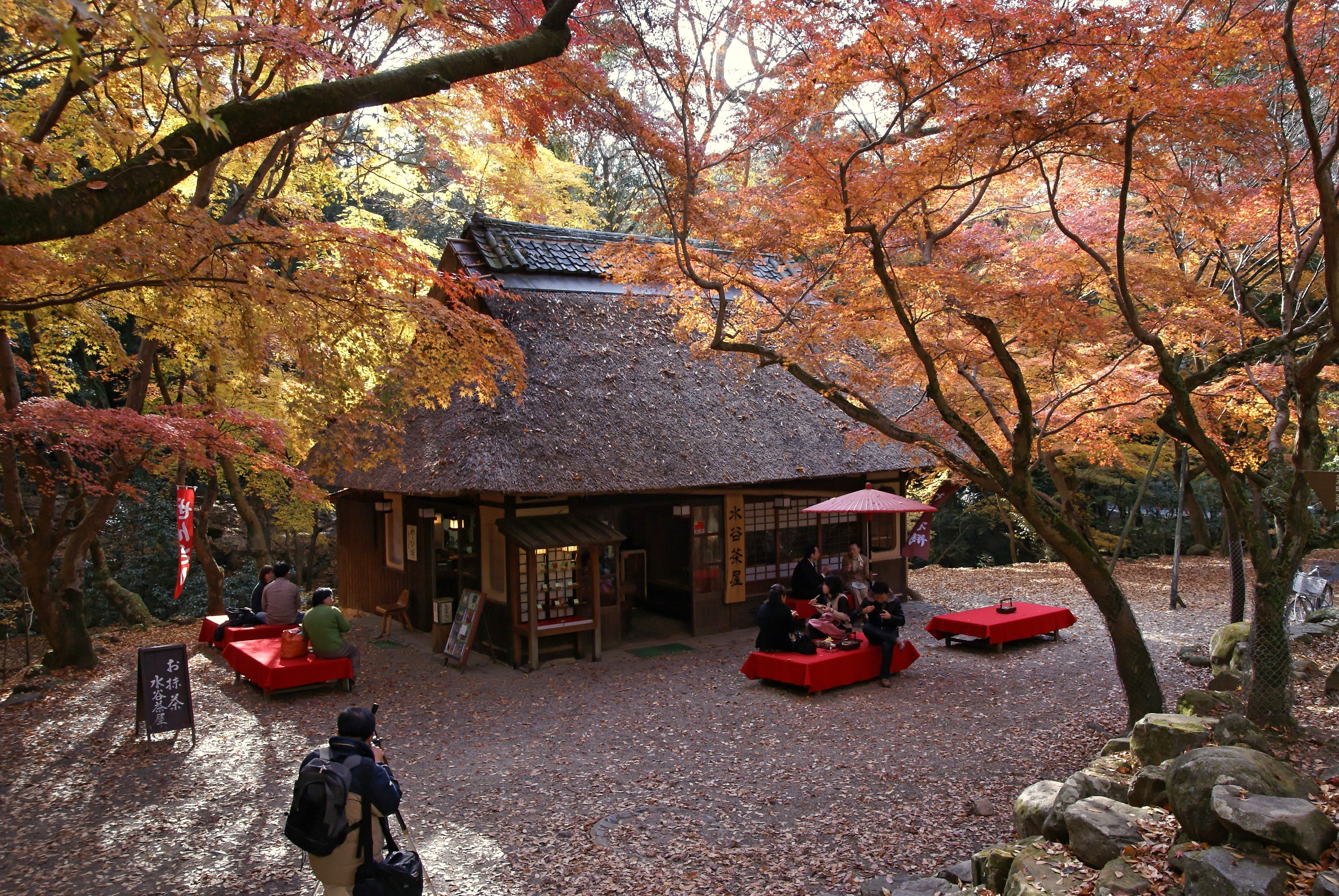
日本春日大社水谷茶屋、奈良县奈良市
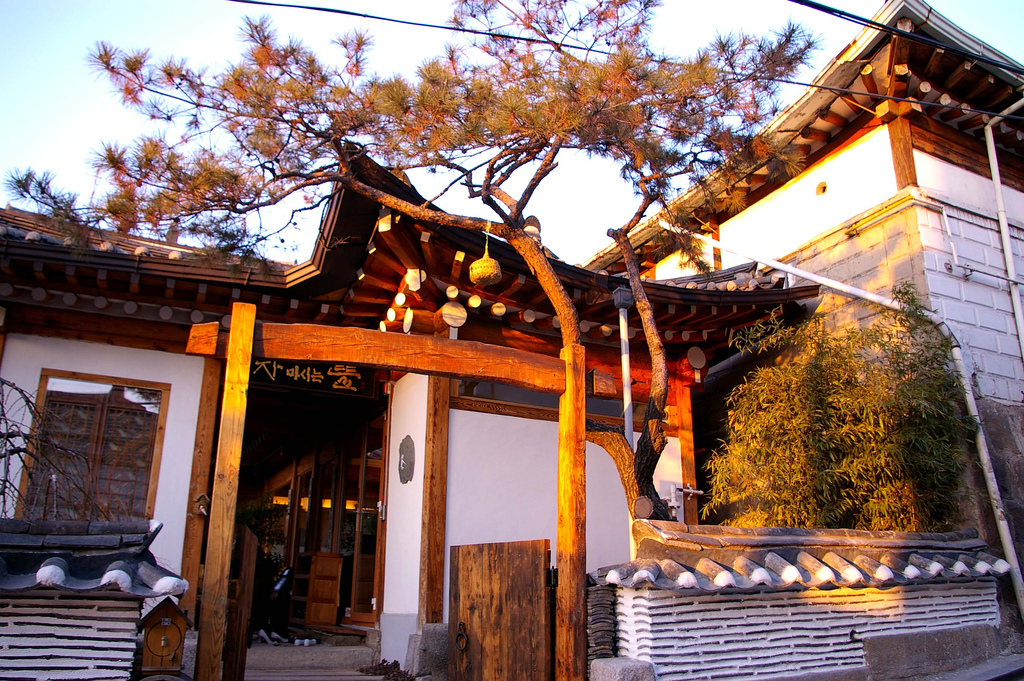
韓國首爾仁寺洞的一間茶屋

### 西方

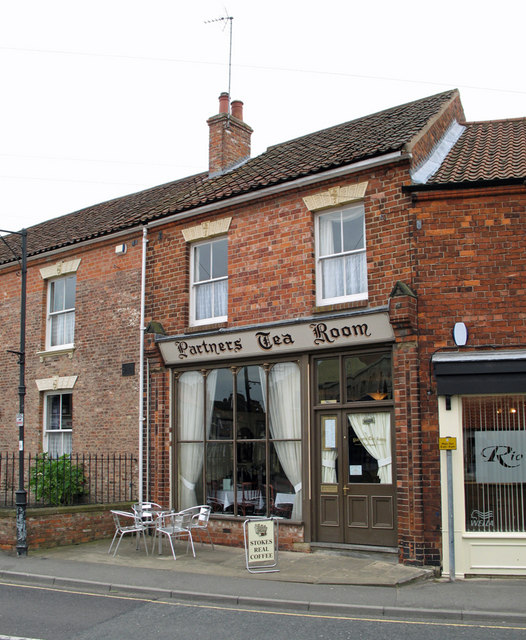
英格蘭的一間茶馆

西方的茶館始見於英國，當地第一間茶館於1840年開業。後來傳播至其他歐美國家。

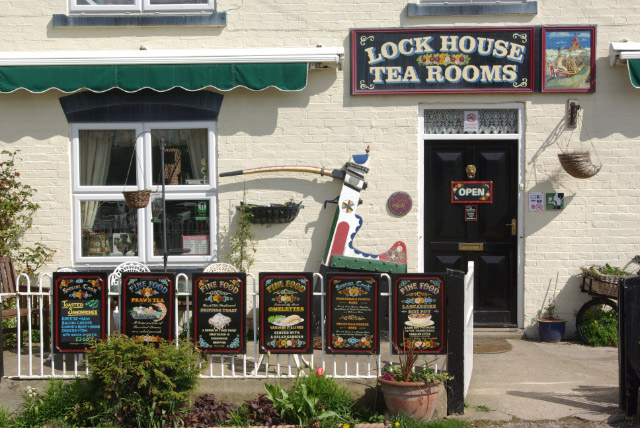
英國德比郡一間茶館
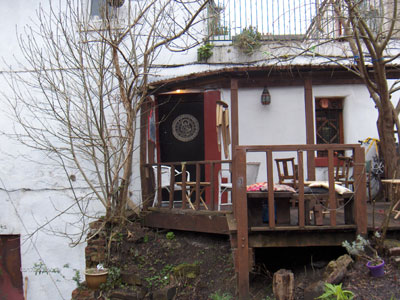
蘇格蘭格拉斯哥的奇妙茶室（英语：Tchai-Ovna）
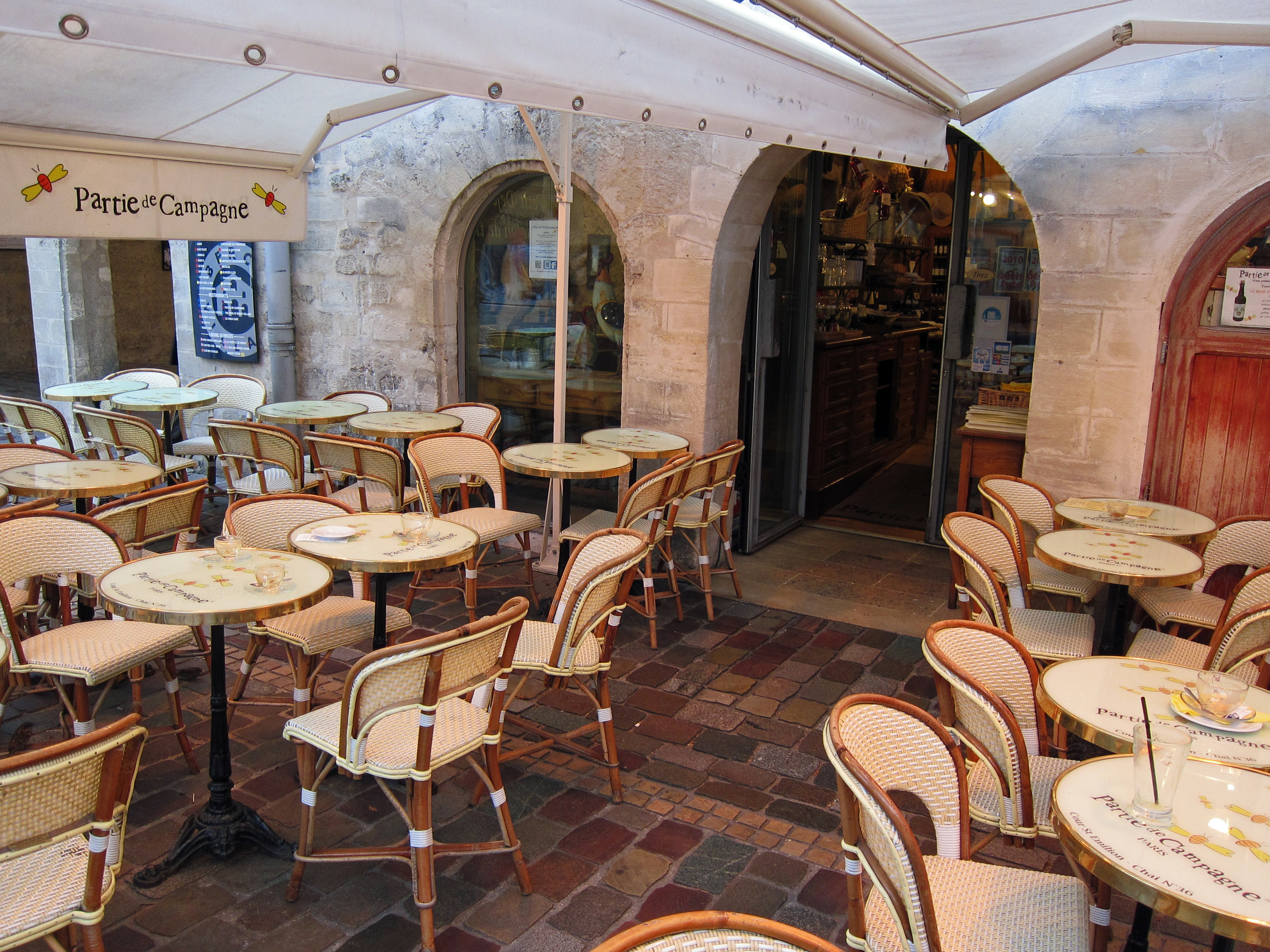
法國巴黎的一間茶館
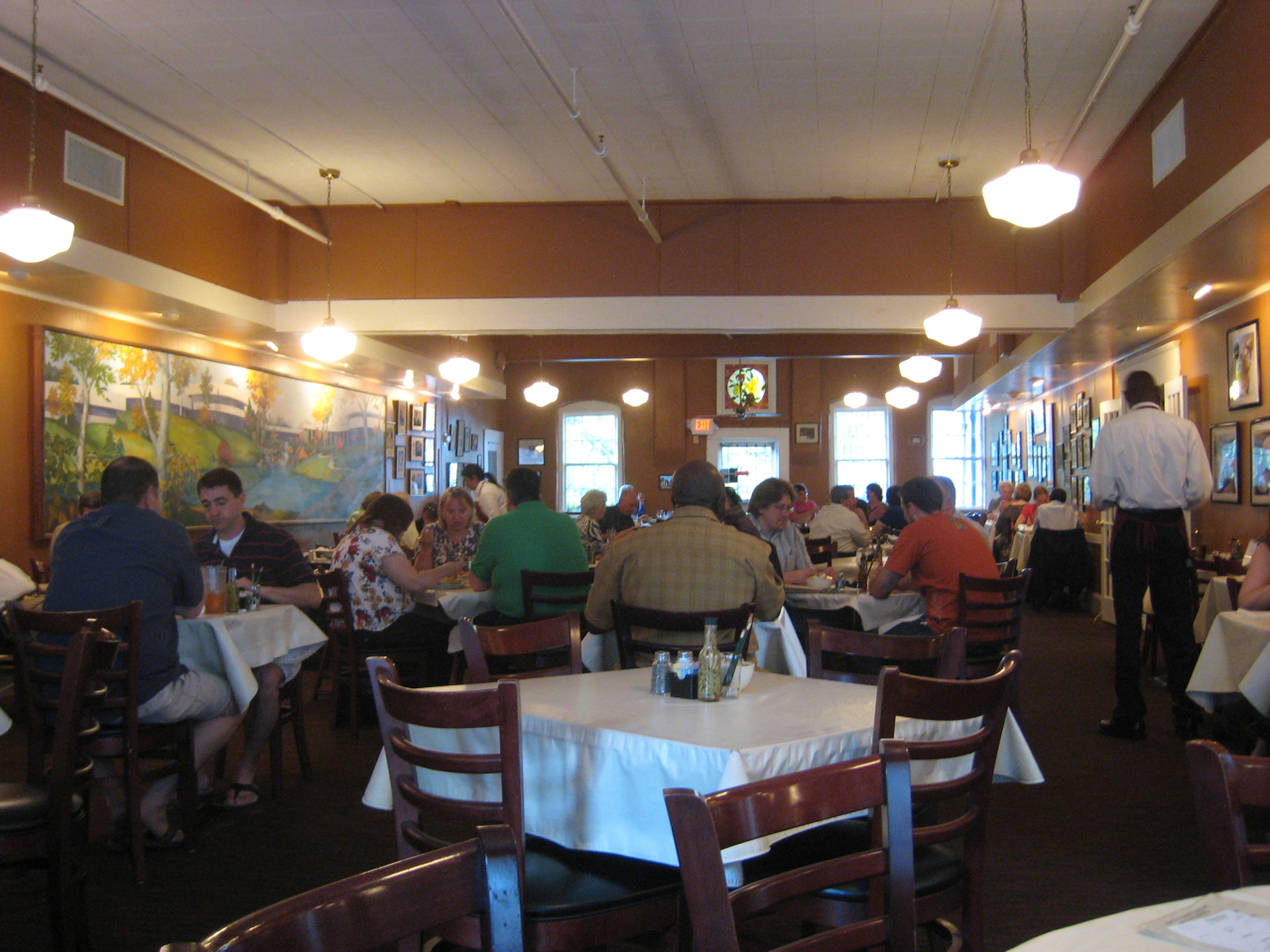
位於美國喬治亞洲亞特蘭大的瑪莉麥克茶室（英语：Mary Mac's Tea Room）內部

## 新式茶館
現時世界各地皆有設置新式茶館，除了當地的傳統茶類外，還有外地茶類飲料和一些新式的茶飲或其他飲料。如日本的喫茶店、朝鮮半島的茶房、台灣的泡沫紅茶店、香港的茶餐廳等。